# دونالد كروذرز
دونالد كروذرز (بالإنجليزية: Donald Crothers)‏ هو كيميائي أمريكي، ولد في 28 يناير 1937 في Fatehgarh ‏ في الهند، وتوفي في 16 مارس 2014 في نيو هيفن في الولايات المتحدة.